# Понтинија
Понтинија (итал. Pontinia) је насеље у Италији у округу Латина, региону Лацио.
Према процени из 2011. у насељу је живело 6407 становника. Насеље се налази на надморској висини од 6 м.

## Становништво
Према резултатима пописа становништва 2011. у општини је живело 13.812 становника.
| 1936. | 1951. | 1961. | 1971. | 1981.  | 1991.  | 2001.  | 2011.  |
| ----- | ----- | ----- | ----- | ------ | ------ | ------ | ------ |
| 3.926 | 8.614 | 8.327 | 9.109 | 10.927 | 12.203 | 13.027 | 13.812 |

## Партнерски градови
- Утена